# Raimondo Selli
Raimondo Selli (Bologna, 30 settembre 1916 – Bologna, 3 ottobre 1983) è stato un geologo e oceanografo italiano.

## Biografia
Si laurea in scienze naturali all'Università di Bologna nel 1940, assistente sino al 1954 e libero docente in geologia nel 1949, diventa professore di geologia nel 1954 insegnando per un anno all'Università di Palermo, poi dal novembre 1955 viene chiamato all'Università di Bologna, dove rimarrà sino alla morte prematura. Linceo, ha ricevuto una laurea honoris causa in scienze naturali dall'Università di Bordeaux.
Il suo nome è legato, in particolare, alle attività dell'istituto di geologia e paleontologia dell'Università di Bologna dal 1988 intitolato a Selli, che ha diretto, succedendo a Michele Gortani, dal 1955 al 1969. In tal senso ha inaugurato la nuova sede (1963), su progetto di Giovanni Michelucci, per migliorare la ricerca e la didattica e consentire riunioni e convegni geologici di primo piano, incanalando la direzione scientifica nel solco della modernità, con particolare riferimento all'applicazione dei più moderni canoni stratigrafici per le ricerche petrolifere, anche con l'ausilio del «Giornale di Geologia». Grazie al sostegno del Consiglio Nazionale delle Ricerche ha introdotto, dal 1968, primo in Italia, un centro di ricerche sulla geologia marina, con il quale ha peraltro compiuto diverse crociere oceanografiche per lo studio del Mar Tirreno, i cui esiti sono confluiti in diverse pubblicazioni scientifiche.
Durante la sua poliedrica attività di ricerca, si è dedicato a vari e moderni campi della geologia: dalla micropaleontologia all'evoluzione tettonica in special modo delle Alpi orientali e dell'Appennino meridionale, dalla stratigrafia del Paleozoico allo studio del Quaternario,  dalla Geologia Applicata all'Oceanografia, come testimoniano le sue 150 pubblicazioni citate e valide ancora oggi. Si è occupato anche di idrocarburi e rischi sismici in rapporto alla previsione di realizzazione di centrali nucleari e del Ponte sullo Stretto di Messina, entrando nel dibattito sulla cosiddetta crisi di salinità del Messiniano. Ha inoltre levato o curato la realizzazione di diverse carte geologiche, fra le quali quella dei bacini del Metauro e del Sannio, e studiato la frana del Vajont.
Dal 1967 al 1980 è stato rappresentante italiano all'ONU in materia di oceanografia, mentre nel biennio 1962-63 è stato presidente della Società Geologica Italiana, che ne commemora il nome attraverso il conferimento, a geologi italiani, come premio alla carriera, della "Targa Selli".